# Euphorbia virosa
Euphorbia virosa är en törelväxtart som beskrevs av Carl Ludwig von Willdenow. Euphorbia virosa ingår i släktet törlar, och familjen törelväxter.

## Underarter
Arten delas in i följande underarter:
- E. v. arenicola
- E. v. virosa

## Bildgalleri

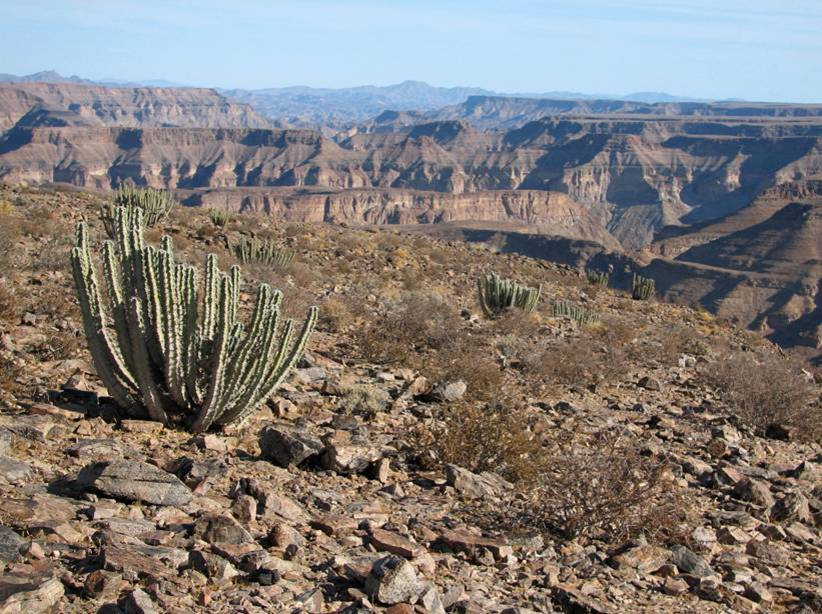
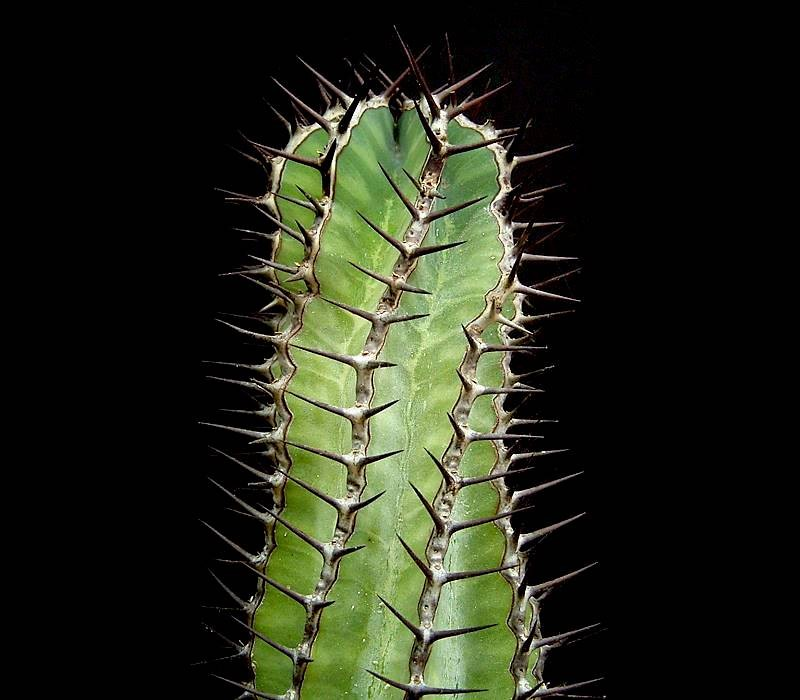
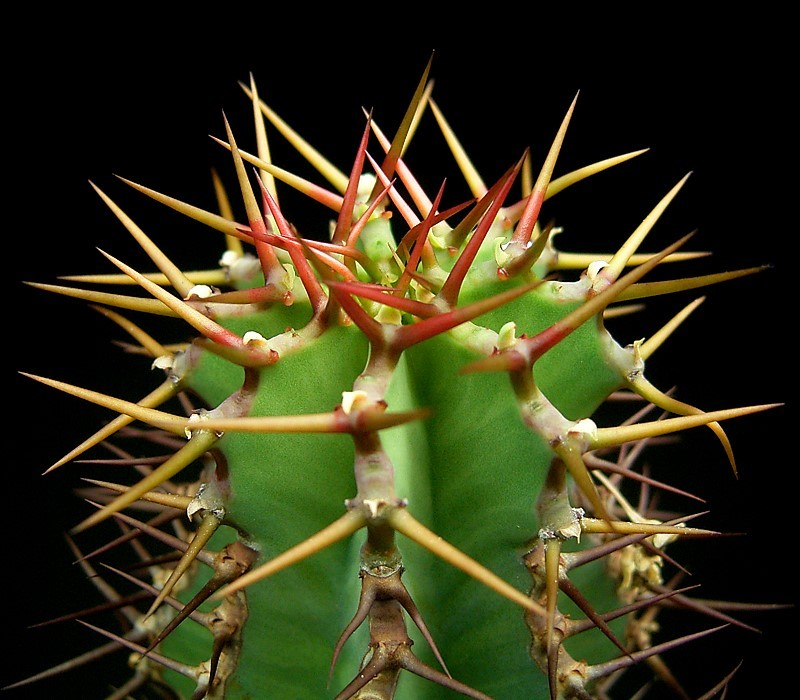
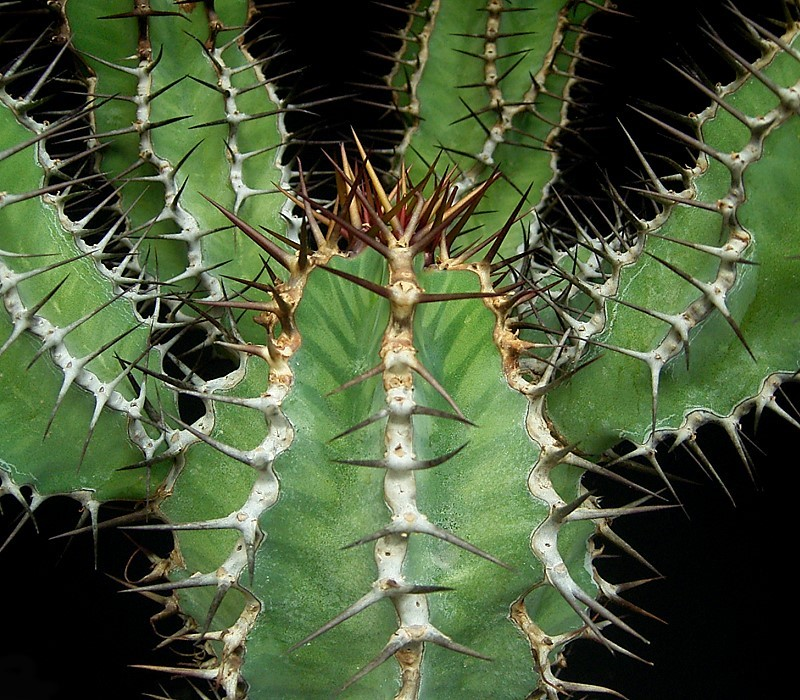
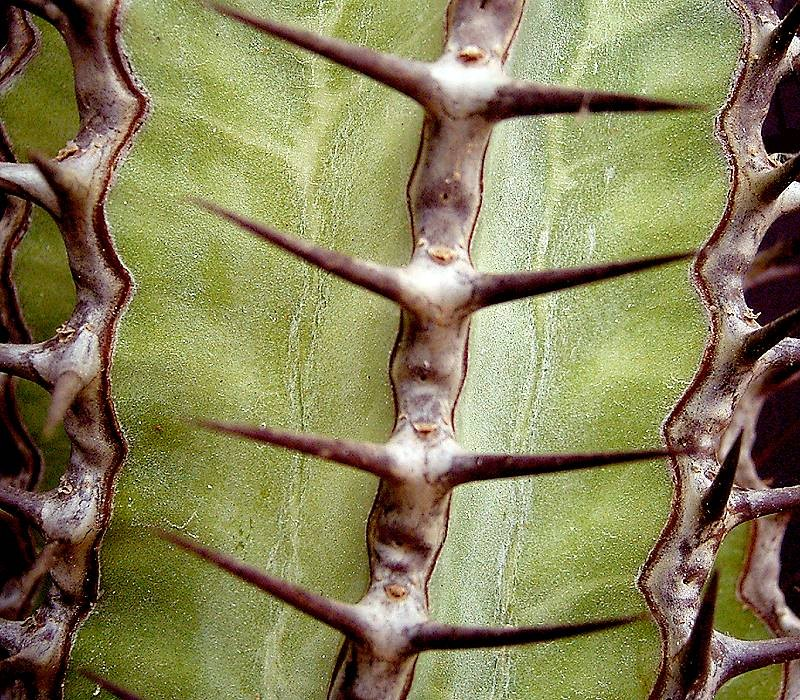
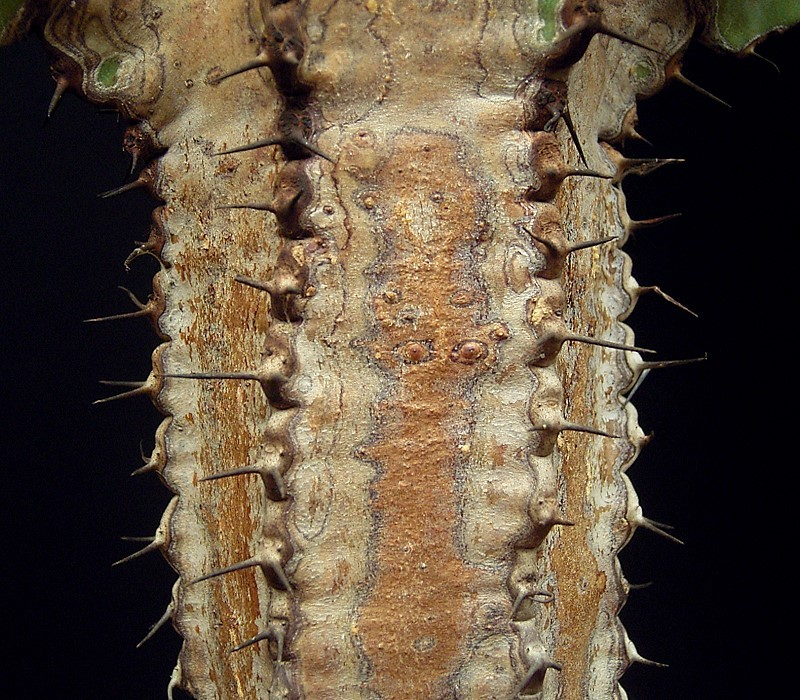